# 雷帕尔莱
雷帕尔莱（Repalle），是印度安得拉邦Guntur县的一个城镇。总人口41319（2001年）。

## 人口
该地2001年总人口41319人，其中男性20465人，女性20854人；0—6岁人口4208人，其中男2097人，女2111人；识字率69.47%，其中男性为72.07%，女性为66.92%。